# زارا تندال
زارا فيليبس (بالإنجليزية: Zara Anne Elizabeth Tindall)‏ (من مواليد 15 مايو 1981)، هي الحفيدة الأكبر للملكة إليزابيث الثانية ملكة المملكة المتحدة والأمير فيليب، دوق ادنبره ، وهي مهتمة بالفروسية . وهي متزوجة من قائد فريق الرغبي مايك تيندال الذي يكبرها بعامين ، ويعرف عنها تمردها على التقاليد الملكية .

## روابط خارجية
- زارا تندال على موقع IMDb (الإنجليزية)
- زارا تندال على موقع قاعدة بيانات الفيلم (الإنجليزية)
- زارا تندال على موقع الاتحاد الدولي للفروسية (الإنجليزية)
- زارا تندال على موقع FEI (رابط بديل) (الإنجليزية)
- زارا تندال على موقع اللجنة الأولمبية الدولية (الإنجليزية)
- زارا تندال على موقع أوليمبيديا (الإنجليزية)
- زارا تندال على موقع اللجنة الأولمبية البريطانية (الإنجليزية)